# Ардашев Павло Миколайович
Павло Миколайович Ардашев (22 листопада 1865–1922) — історик, політичний публіцист. Професор Київського університету.

## Біографія
Народився 22 листопада 1865 року в селі Біляр Елабузького повіту В'ятської губернії, в сім'ї священика. Навчався в Елабузькому Духовному училищі і Уфімській Духовній семінарії, з якої в 1883 році перевівся до Уфімської класичної гімназії. У 1884 році він вступив у Московський університет на історико-філологічний факультет. Закінчивши його з дипломом першого ступеня в 1889 році, Ардашев був залишений в університеті для підготовки до професорського звання; 1894 року здав магістерський іспит і через 2 роки відправився до Франції у відрядження, результатом якої стала робота «Провінційна адміністрація у Франції в останню пору старого порядку. 1774—1789. Провінційні інтенданти. Том I.», йому присудили звання магістра і повну премію імені С. М. Соловйова.
Згодом Ардашев викладав історію в Одеському університеті (приват-доцент), Юр'ївському університеті (з 1901 — професор), а в 1903 році був призначений екстраординарним професором на кафедру загальної історії Київського університету Святого Володимира. Також був деканом історико-філологічного відділення Вищих жіночих курсів у Києві. У 1906 році захистив докторську дисертацію за матеріалами 2-го тому свого дослідження "Провінційна адміністрація у Франції в останню пору старого порядку. 1774—1789 ". У 1908 році брав участь у з'їзді істориків у Берліні.
Ардашев став одним з організаторів видання газети «Киев», що виходила з 1914 року. Після 1917 року він викладав в Сімферополі, потім — у Мінську. Помер Павло Ардашев, імовірно, 1922 року, а за іншими даними — після 1923 року.

## Автор праць
- Листування Цицерона як джерело для історії Юлія Цезаря. М., 1890.
- Провінційна адміністрація у Франції в останню пору старого порядку. 1774—1789. Провінційні інтенданти. Історичне дослідження переважно за архівними даними. Т. 1-2. СПб., 1900—1906
- Абсолютна монархія на Заході. СПб., 1902.
- Адміністрація та громадська думка у Франції перед революцією. Київ, 1905.
- Історія Західної Європи в новітній час. Доповнення до лекцій з всесвітньої історії професора Петрова. СПб., 1910.
- Брав участь у підготовці Енциклопедичного словника Брокгауза і Єфрона.